# 巴爾維諾克 (索洛涅區)
48°6′27″N 34°23′20″E / 48.10750°N 34.38889°E
巴爾維諾克（羅馬化：Barvinok）是烏克蘭中部的村莊，隸屬第聶伯羅彼得羅夫斯克州的第聶伯羅區。該村處於柳比米夫卡河畔，分別距離涅扎布季涅2公里和納塔利夫卡4公里，海拔高度154米，2001年人口14。